# 国広山
国広山（くにひろやま）は、広島県三次市和知町に位置する山。標高316.8メートルである。

## 地理
山頂には二つの瘤を有し、戦国時代の山城跡及び三等三角点がある。
鎌倉時代に国広石見の住居地、その後（1324年～1326年頃）、鎌倉幕府から代官職を任じられ下ってきた広沢実村（後に地名をとって和智氏と名乗る）、またはその2男和智（広沢）実成の住居地ではないかと『芸藩通志』に記述がみられるが、中国縦貫自動車道の建設途上で、それから東約1.5キロメートルの古城山城址で居住地跡が発見され、山頂の山城は時代が新しく戦国時代の築城と判定された。
この国広山城址は，陣山城址，天城山城址，岩倉山城址，龍王山城址及び国広山城址とが一体となった大規模な城址である。国広山城は，山陰の尼子経久が安芸・備後両国への進出の拠点として築いたものと見られる。
この国広山には、NHK送信所，Docomo無線中継所があり、その建設道路が183号線和知町コミュニティホーム付近から上がっている。山頂の見通しが良いことから、JR芸備線下和知駅の他、三次市四拾貫町及び三次市中心部からも電波塔が見られる。また、国広山の四拾貫町側には，国広山古墳群がある。
城址群のそれぞれの位置は下記の通り。
- 国広山城址：北緯34度48分36.3秒 東経132度54分56秒 / 北緯34.810083度 東経132.91556度
- 陣山城址：北緯34度48分29.6秒 東経132度55分11.3秒 / 北緯34.808222度 東経132.919806度
- 天城山城址：北緯34度48分23.9秒 東経132度55分3.1秒 / 北緯34.806639度 東経132.917528度
- 岩倉山城址：北緯34度48分27.2秒 東経132度54分51秒 / 北緯34.807556度 東経132.91417度
- 龍王山城址：北緯34度48分32.8秒 東経132度55分0.8秒 / 北緯34.809111度 東経132.916889度